# 刘作田
刘作田（1941年2月—），男，汉族，河北滦南人，中华人民共和国政治人物，曾任河北省人民政府副省长，河北省人大常委会副主任，第十届全国人大代表。